# Dwoisty Staw Zachodni
Dwoisty Staw zachodni je ledovcové jezero ve skupině Gąsienicowých Stawů ve Vysokých Tatrách v Polsku. Je jedním ze dvou ples, které tvoří Dwoisty Staw v severní části Doliny Zielone Gąsienicowe, přičemž druhý je Dwoisty Staw Wschodni. Má rozlohu 0,9050 ha a je 140 m dlouhé a 120 m široké. Dosahuje maximální hloubky 7,9 m a objem vody v něm činí 23 200 m³. Leží v nadmořské výšce 1657 m.

## Okolí
Jezero má tvar motýla z křídly na východě a západě. Na západě ho pruh kamenů a kosodřeviny odděluje od Dwoisteho Stawu Wschodniho. Východně se nad plesem zvedá hřeben Małeho Kościelce a na jihu se nachází pleso Kurtkowiec. V plese se vyskytuje žábronožka severská. V zimě pleso nezamrzá až do dna a voda stéká po povrchovém ledu, který postupně zapadá.

## Vodní režim
Pleso nemá povrchový přítok. Při vysokém stavu vody ze severozápadního konce odtéká potok, který pokračuje až do Mokre Jamy. Při nízkém stavu vody se rozděluje na západní a východní část. Rozměry jezera v průběhu času zachycuje tabulka:
| Rok  | Měření prováděl  | Rozloha ha | Délka m | Šířka m | Hloubka max.m | Objem m³ |
| ---- | ---------------- | ---------- | ------- | ------- | ------------- | -------- |
| —    | WET              | 0,9        | 140     | 120     | 7,9           | —        |
| 2004 | satelitní snímek | 0,88       | —       | —       | —             | —        |
| 2005 | Gregor, Pacl     | 0,9050     | —       | —       | 7,9           | 23 200   |

## Přístup
Pleso není veřejnosti přístupné.